# Canellaceae
Canellaceae су фамилија скривеносеменица која обухвата 16 врста. Врсте су високо ароматичне зимзелене биљке, већином дрвеће.